# Cornel Wilde

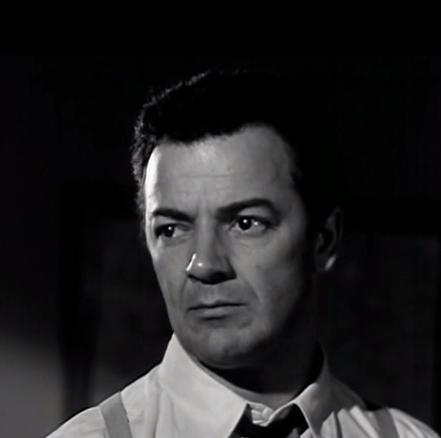
Cornel Wilde i Hämndens skugga (1955).

Cornel Wilde, född 13 oktober 1912 i Prievidza i dåvarande Ungern (i nuvarande Slovakien), död 16 oktober 1989 i Los Angeles, Kalifornien, var en ungersk-amerikansk skådespelare och regissör. Han kom med sin far till USA 1932 och filmdebuterade som statist några år senare. Han slog igenom 1945 med rollerna som Frédéric Chopin i Den stora drömmen och Richard Harland i Min är hämnden.
Wilde har en stjärna på Hollywood Walk of Fame, vid adressen 1635 Vine Street.

## Filmografi i urval
- 1941 – Sierra
- 1942 – Livet börjar kl. 8.30
- 1945 – Den stora drömmen
- 1945 – Min är hämnden
- 1945 – Aladdins Äventyr
- 1948 – Jeftys bar
- 1948 – Jerikos murar
- 1949 – Flykt undan lagen
- 1952 – Världens största show
- 1954 – Kvinnans värld
- 1955 – Hämndens skugga
- 1965 – Människojakt
- 1969 – Filmkomikern
- 1987 – Mord och inga visor (TV-serie) (gästroll)